# Tiếp thị trở lại
Tiếp thị trở lại  (tiếng Anh: Remarketing) cũng thường được biết đến như Retargeting - Nhắm chọn lại, giúp doanh nghiệp quảng cáo đến những người có hứng thú và quan tâm đến thương hiệu hay website của doanh nghiệp, nhưng lại rời đi mà không có sự chuyển đổi.
Sự chuyển đổi có thể có nhiều hình thức từ giao dịch mua bán đến yêu cầu được biết thêm thông tin hoặc có các hành động đáng mong đợi khác. Tiếp thị trở lại cho phép thương hiệu của doanh nghiệp luôn hiện diện trước mặt khách hàng ngay cả sau khi họ đã rời đi.

## Cách thức hoạt động của tiếp thị trở lại
Doanh nghiệp cần nhúng đoạn mã Remarketing vào trang web của mình (website A).
Khi khách truy cập vào trang web, thông tin (cookie - là một dạng bản ghi được tạo ra và lưu lại trên trình duyệt khi người dùng truy cập một website) sẽ được lưu trên trình duyệt. Các cookie này cho các Marketer biết người đó đã truy cập vào trang nào, đã xem sản phẩm/ dịch vụ nào, số trang bạn xem, thời gian bạn ở lại trang... Khi khách ra khỏi trang web, lang thang trên mạng, vào website B – cho phép hiển thị quảng cáo Google (Display Network – một hình thức tiếp thị liên kết). Google dựa vào thông tin trên trình duyệt để hiển thị quảng cáo của website A trên website B.

## Đối tượng mà tiếp thị trở lại hướng đến
Khách hàng truy cập vào website mà không thực hiện chuyển đổi như đăng ký, đặt hàng, gọi điện...
Khách có lượng truy cập ít nhất N lần (những khách đã truy cập > N lần).
Khách truy cập vào website lần đầu qua quảng cáo google, lần tiếp theo khách truy cập vào bằng hình thức nào đó mà không phải là AdWords (tìm kiếm và nhấp chuột vào web trên thứ hạng tự nhiên...)
Khách truy cập đã hoàn thành mục tiêu cụ thể (mua hàng, đặt hàng, gọi điện...)
Khách truy cập đã hoàn thành mục tiêu cụ thể trong vòng N ngày qua (Ví dụ: Những khách hàng đã đặt hàng 30 ngày trước...).
Khách truy cập đã xem một mục trong trang web của bạn lớn hơn một lần trong N ngày qua (VD: Những khách hàng đã xem Mục tin tức hai lần trở lên trong vòng 10 ngày qua...

## Lợi ích và hạn chế của tiếp thị trở lại

### Lợi ích
Tiếp cận mục tiêu nhanh chóng và đúng lúc: Doanh nghiệp có thể hiển thị quảng cáo của mình cho những người mà trước đó đã tương tác với doanh nghiệp khi họ đi tìm kiếm ở nơi khác và có nhiều khả năng mua hàng cao hơn. Doanh nghiệp cũng có thể giúp khách hàng nhận thấy bản thân doanh nghiệp bằng cách hiển thị cho họ quảng cáo của mình khi họ đang tích cực tìm kiếm doanh nghiệp trên Google Tìm kiếm.
Quảng cáo tập trung: Doanh nghiệp có thể tạo danh sách tiếp thị trở lại để quảng cáo cho các trường hợp cụ thể. Ví dụ: tạo danh sách tiếp thị trở lại được nhắm mục tiêu cho những người đã thêm thứ gì đó vào giỏ hàng của họ nhưng đã không hoàn thành giao dịch.
Phạm vi tiếp cận trên quy mô lớn: tiếp cận mọi người trong danh sách tiếp thị trở lại trên các thiết bị của họ khi họ duyệt qua hơn 2 triệu trang web và ứng dụng di động.
Đặt giá hiệu quả: Tạo các chiến dịch tiếp thị trở lại hiệu suất cao với định giá thầu tự động. Định giá thầu theo thời gian thực tính toán giá thầu tối ưu cho người xem quảng cáo, giúp doanh nghiệp giành chiến thắng trong phiên đấu giá quảng cáo với giá tốt nhất có thể. Tiếp thị trở lại thực sự ít tốn phí hơn quảng cáo trả tiền truyền thống. Nhiều chiến dịch tiếp thị trở lại có chi phí ít hơn một phần ba so với chiến dịch tổng thể và tạo ra một tỷ lệ phần trăm chuyển đổi tốt.
Sáng tạo quảng cáo dễ dàng: Tạo quảng cáo văn bản, hình ảnh và video miễn phí với thư viện quảng cáo. Kết hợp chiến dịch tiếp thị trở lại động với bố cục thư viện quảng cáo để chia tỷ lệ quảng cáo đẹp trên tất cả các sản phẩm hoặc dịch vụ.
Nhận thức về thương hiệu: Ngay cả khi người dùng đang không tìm cách mua sản phẩm hoặc liên hệ với công ty, Quảng cáo tiếp thị trở lại là một cách rất tuyệt để giúp nhận thức về thương hiệu. Hiển thị nhiều quảng cáo cho người dùng đang nghiên cứu về một ngành có thể khiến họ có nhiều khả năng nhớ đến công ty.

### Hạn chế
Chi phí cho mỗi lượt tương tác sẽ cao nếu lượng khách hàng trong tệp đối tượng quá nhỏ.
Phải đầu tư cho quảng cáo liên tục để đạt hiệu quả tốt nhất.
Khách hàng sẽ mất đi sự hứng thú đối với các quảng cáo từ doanh nghiệp. Khi mọi người tìm thấy quảng cáo của doanh nghiệp nhiều lần, họ có thể cảm thấy khó chịu với thực tế là doanh nghiệp đó đang theo dõi từng bước của họ. Nó có thể dẫn đến mất hứng thú.
Một website bán hàng chuyên nghiệp và tối ưu sẽ nâng cao hiệu quả cho chiến dịch.

## Các hình thức của tiếp thị trở lại

### Tiếp thị trở lại trên website
Đây là hình thức tiếp thị trở lại phổ biến nhất, một cách hữu hiệu để doanh nghiệp luôn hiện hữu trong tâm trí, suy nghĩ của khách hàng ngay cả khi họ đã rời khỏi website của doanh nghiệp.

### Tiếp thị trở lại trên mạng xã hội
Cũng tương tự như tiếp thị trở lại trên website, doanh nghiệp có thể đặt pixel trên đường liên kết đã được chia sẻ trên mạng xã hội, như Facebook, và đặt các quảng cáo liên quan.

### Tiếp thị trở lại trên email
Nếu doanh nghiệp đang sử dụng hình thức tiếp thị qua email, việc tiếp thị trở lại qua phương tiện này cũng có thể được xem là một sự kết hợp đáng khen ngợi. Những khách hàng có liên quan chặt chẽ đến email của doanh nghiệp có khả năng trở thành khách hàng tiềm năng với động cơ đúng đắn.

### Tiếp thị trở lại qua video
Thông qua Google, doanh nghiệp có thể hiển thị quảng cáo cho mọi người trên Youtube. Những người mà đã truy cập kênh của doanh nghiệp hay các video có thể được nhắm chọn lại thông qua quảng cáo trong khi họ lướt ở bất kì đâu trên mạng hiển thị của Google.

## Những nền tảng quảng cáo có sử dụng tiếp thị trở lại

### Tiếp thị trở lại trên Facebook
Tiếp thị trở lại trên Facebook giúp nhà quảng cáo biết cách để kết nối lại với người dùng Facebook đã từng truy cập vào website. Điều này được thực hiện bằng cách cài đặt một pixel trên website để gửi thông tin về lại cho Facebook. Miễn là người tiêu dùng vẫn đăng nhập vào Facebook khi đang lướt mạng, họ vẫn có thể được tiếp thị trở lại.

#### Lợi ích
Tích hợp danh sách gửi thư.
Tăng chuyển đổi: Tiếp thị lại trên Facebook thường thúc đẩy nhiều chuyển đổi hơn. Nó đặc biệt hiệu quả đối với các công ty trong các ngành công nghiệp cạnh tranh, nơi khách hàng sẽ lướt một số trang web trước khi họ quyết định mua. Nếu họ nhìn thấy doanh nghiệp trên Facebook, họ có nhiều khả năng nhớ đến thương hiệu, điều này làm tăng cơ hội chuyển đổi họ thành khách hàng.
Tạo khách hàng mục tiêu giống nhau: Tính năng này cho phép theo dõi những người đã chuyển đổi trên trang web để tạo đối tượng khách hàng mục tiêu. Sau đó, doanh nghiệp có thể sử dụng danh sách này để tạo đối tượng khách hàng giống nhau, đó là một nhóm người dùng Facebook có cùng đặc điểm và thuộc tính như những người đã chuyển đổi.
Minh chứng xã hội: Khách hàng hài lòng sẽ chia sẻ ý kiến tích cực và tham gia vào nội dung được đăng, có thể đóng vai trò củng cố cho khách hàng tiềm năng. Nếu một khách hàng tiềm năng nhìn thấy bằng chứng dưới dạng phản hồi tích cực, nó có thể làm tăng đáng kể cơ hội chuyển đổi.

#### Hạn chế
Vấn đề cần cân nhắc là sự ra đời của Quy định bảo vệ dữ liệu chung - GDPR và những mối lo ngại gần đây của về sự riêng tư trong dữ liệu cá nhân của người dùng Facebook, những mục tiêu lựa chọn tiếp cận đã ít được mở rộng hơn và phạm vi tiếp cận đã giảm xuống.

### Tiếp thị trở lại trên Google
Tiếp thị trở lại trên Google là một phương thức quảng cáo mới được hiển thị cho những người truy cập vào trang web của doanh nghiệp nhưng không hoàn tất các thao tác mà doanh nghiệp mong muốn (giao dịch mua bán, đăng kí thành viên,....).

#### Lợi ích
Chi phí thấp hơn: Trên mạng quảng cáo hiển thị của Google, chi phí mỗi lượt nhấp - CPC thường thấp hơn trên Facebook. Thêm vào đó, quảng cáo tiếp thị trở lại sẽ có tỷ lệ nhấp vào cao hơn so với các chiến dịch quảng cáo mạng khác.
Có những lựa chọn sáng tạo: Google cung cấp rất nhiều lựa chọn phục vụ cho quá trình sáng tạo, cải thiện mức độ nhận diện thương hiệu như những hình ảnh tiêu chuẩn, ảnh động, video. Cách tốt nhất là sử dụng một hình ảnh, một đoạn sao chép ngắn và một lời mời gọi cho khách hàng biết họ sẽ thấy được điều gì khi nhấp vào.
Dễ dàng sử dụng: Google tạo ra thu nhập lớn từ nhà quảng cáo, vì vậy công cụ tìm kiếm giúp nhà quảng cáo dễ dàng cho việc thiết lập các chiến dịch.
Kiểm soát vị trí: Bao gồm hơn 90% trang web trực tuyến, mạng hiển thị của Google không thiếu nơi để hiển thị quảng cáo. Google cung cấp cho các nhà quảng cáo khả năng xem lại những trang web mà quảng cáo của họ được hiển thị trên đó và tối ưu hóa chiến dịch phù hợp.

#### Hạn chế
Doanh nghiệp sẽ phải trả tiền cho mỗi lượt nhấp của khách hàng, cho dù có được chuyển đổi hay không.
Nếu không còn ngân sách để đầu tư, quảng cáo nhất định sẽ bị buộc dừng.
Quảng cáo có những hạn chế: Quảng cáo bị hạn chế bởi số lượng ký tự cho phép, cần có một tiêu đề thu hút sự chú ý, từ khóa, lợi ích và lời kêu gọi hành động trong đó nếu không quảng cáo của bạn có thể được hiển thị cho sai người.
Doanh nghiệp cần đầu tư thời gian: Doanh nghiệp cần đầu tư khá nhiều thời gian sau khi chiến dịch được thiết lập để đảm bảo rằng nó đã được thực hiện đúng, và sau đó  cần tiếp tục theo dõi nó để tìm ra những gì mà được chuyển đổi, những gì không phải, v.v.
Trang đích cần phải được chú ý hàng đầu: cải thiện trang web sẽ làm điểm chất lượng tăng lên và doanh nghiệp trả ít tiền hơn cho mỗi lần nhấp.
Vòng đời khách hàng: Google chỉ có thể giúp doanh nghiệp tiếp cận được nhiều khách hàng tiềm năng mà không thể có được ROI như mong đợi vì sản phẩm phức tạp, đòi hỏi khách hàng nghiên cứu trước khi mua.